# جک سواگر
جیکب هیگر (به انگلیسی: Jacob "Jake" Hager) یک کشتی‌گیر حرفه‌ای آمریکایی زادهٔ ۲۴ مارس ۱۹۸۲ است که با نام جک سواگر (سوَگر)، در مسابقات کشتی حرفه‌ای شرکت می‌کند. سواگر از سال ۲۰۰۶ تاکنون در این رشته و در مسابقات نوع راو فعال بوده‌است.
او در اولین شو هفتگی AEW یعنی دینامیت دیبوت خود را با نام جک هِیگر انجام داد و هم‌اکنون عضو این کمپانی است.از افتخارات مهم او برنده شدن مانی این بنک(مخصوص رسلمنیا چون آن موقع هنوز پی پر ویو مانی این ده بنک نیامده بود،مدتی بعدش امد.

## دستاوردها
از عناوین کسب‌شدهٔ وی می‌توان به قهرمانی سنگین‌وزن جهان، قهرمان ECW، و قهرمانی WWE UNITED STATE اشاره کرد. همچنین، او یک بار در سال ۲۰۱۰ برندهٔ Money in the Bank شد.